# Челамаре
Челама̀ре (на италиански: Cellamare) е градче и община в Южна Италия, провинция Бари, регион Пулия. Разположено е на 110 m надморска височина. Населението на общината е 5812 души (към 2010 г.).